# Together Through Life
Together Through Life è il 33º album in studio del cantautore e chitarrista Bob Dylan. È stato pubblicato il 28 aprile 2009 dalla Columbia Records.

## Il disco
La pubblicazione dell'album è stata anticipata dal magazine americano Rolling Stone, senza che fosse stata fatta alcuna pubblicità, il 16 marzo 2009, e cioè meno di due mesi prima della pubblicazione del disco.
Dylan è il produttore del disco sotto lo pseudonimo di Jack Frost, usato negli album discografici registrati in studio a partire dal 1997.
Secondo i crediti che accompagnano l'album, Dylan è tornato a incidere con la sua regolare tour-band, rafforzata da David Hidalgo dei Los Lobos e Mike Campbell, già in forza alla band di Tom Petty and The Heartbreakers.
L'album è stato reso disponibile interamente su internet già il 22 aprile 2009, e due giorni dopo era reperibile sul sito peer-to-peer svedese Spotify.
Nella prima settimana successiva alla pubblicazione il disco ha raggiunto la vetta delle classifiche di vendita negli USA e nel Regno Unito, paese nel quale un disco di Dylan non raggiungeva il primo posto dal 1970, ovvero dal tempo dell'album New Morning.

### Copertina
La copertina dell'album mostra una fotografia in bianco e nero di una giovane coppia sul sedile posteriore di un'auto, scattata dal fotografo Bruce Davidson nel 1959. La foto era già stata utilizzata in precedenza per la copertina di un libro di racconti di Larry Brown intitolato Big Bad Love.

### Versioni
L'album è stato pubblicato regolarmente come CD singolo contenente le canzoni scritte dallo stesso Dylan ma è stato anche stampato in versione Deluxe in tre dischi. Il primo CD contenente l'album intero; il secondo CD contenente l'episodio "Friends & Neighbors" tratto da Theme Time Radio Hour; e un DVD con un'intervista con Roy Silver, il primo manager di Dylan, registrata per il documentario No Direction Home, di Martin Scorsese, ma omessa nella versione finale.
È disponibile anche in due LP.

### Singoli
La traccia Beyond Here Lies Nothin' è stata diffusa gratuitamente, tramite download digitale, sul sito internet dell'artista dalla mezzanotte del 30 marzo a quella del 31 marzo 2009.
I Feel a Change Comin' On è stata pubblicata il 6 aprile 2009 sul sito ufficiale del Times.

## Tracce
Tutte le tracce sono di Bob Dylan e Robert Hunter eccetto il brano My Wife's Home Town, che ha testo di Dylan e Hunter e musica di Willie Dixon e This Dream of You le cui parole sono dovute allo stesso Dylan.

### Disco 1
1. Beyond Here Lies Nothin' - 3:51
2. Life is Hard - 3:40
3. My Wife's Home Town - 4:15 (Dylan, Hunter, Willie Dixon)
4. If You Ever Go To Houston - 5:50
5. Forgetful Heart - 3:43
6. Jolene - 3:50
7. This Dream of You - 6:00 (Dylan)
8. Shake Shake Mama 3:37
9. I Feel A Change Comin' On - 5:25
10. It's All Good - 5:31

### Disco 2 Deluxe edition
Episodio "Friends & Neighbors" da Theme Time Radio Hour
1. Howdy Neighbor dei Porter Wagoner & The Wagonmasters - (J. Morris)
2. Don't Take Everybody to Be Your Friend dei Sister Rosetta Tharpe - (M. Gabler, R. Tharpe)
3. Diamonds Are a Girl's Best Friend di T-Bone Burnett - (L. Robin, J. Styne)
4. La Valse de Amitie di Doc Guidry - (O. Guidry)
5. Make Friends di Moon Mulligan - (E. Mcgraw)
6. My Next Door Neighbor di Jerry McCain - (Jerry McCain)
7. Let's Invite Them Over di George Jones & Melba Montgomery - (O. Wheeler)
8. My Friends di Howlin' Wolf - (Chester Burnett, S. Ling)
9. Last Night di Little Walter - (W. Jones)
10. You've Got a Friend di Carole King - (Carole King)
11. Bad Neighborhood di Ronnie & The Delinquents - (Caronna, M. Rebennack)
12. Neighbours dei Rolling Stones - (Mick Jagger, Keith Richards)
13. Too Many Parties and Too Many Pals di Hank Williams - (B. Rose, M. Dixon, R. Henderson)
14. Why Can't We Be Friends dei War - (S. Allen, H. Brown, M. Dickerson, J. Goldstein, L. Jordan, C. Miller, H. Scott, L. Oskar)

### Disco 3 Deluxe edition
DVD con un'intervista omessa dal documentario No Direction Home.

## Musicisti
- Bob Dylan - chitarra, tastiere, voce
- Mike Campbell - chitarra e mandolino
- David Hidalgo - chitarra e fisarmonica
- Donny Herron - steel guitar, banjo, mandolino e tromba
- Tony Garnier - basso elettrico
- George Recile - batteria